# Tratado de Ulm (1620)
El tratado de Ulm (en alemán: Ulmer Vertrag) fue firmado el 3 de julio de 1620 en Ulm entre representantes de la Liga Católica y de la Unión Protestante. De acuerdo a los términos del acuerdo, la Unión Protestante declaró su neutralidad y abandonó su apoyo a Federico V del Palatinado.
La mediación de la diplomacia francesa permitió la firma del tratado sobre la base de dos criterios. En primer lugar, estaba claro que Federico V del Palatinado (1596-1632) no sería capaz de mantener Bohemia y, por el otro, la victoria de los Habsburgo en esta región seguía siendo limitada.